# Пожарный щит

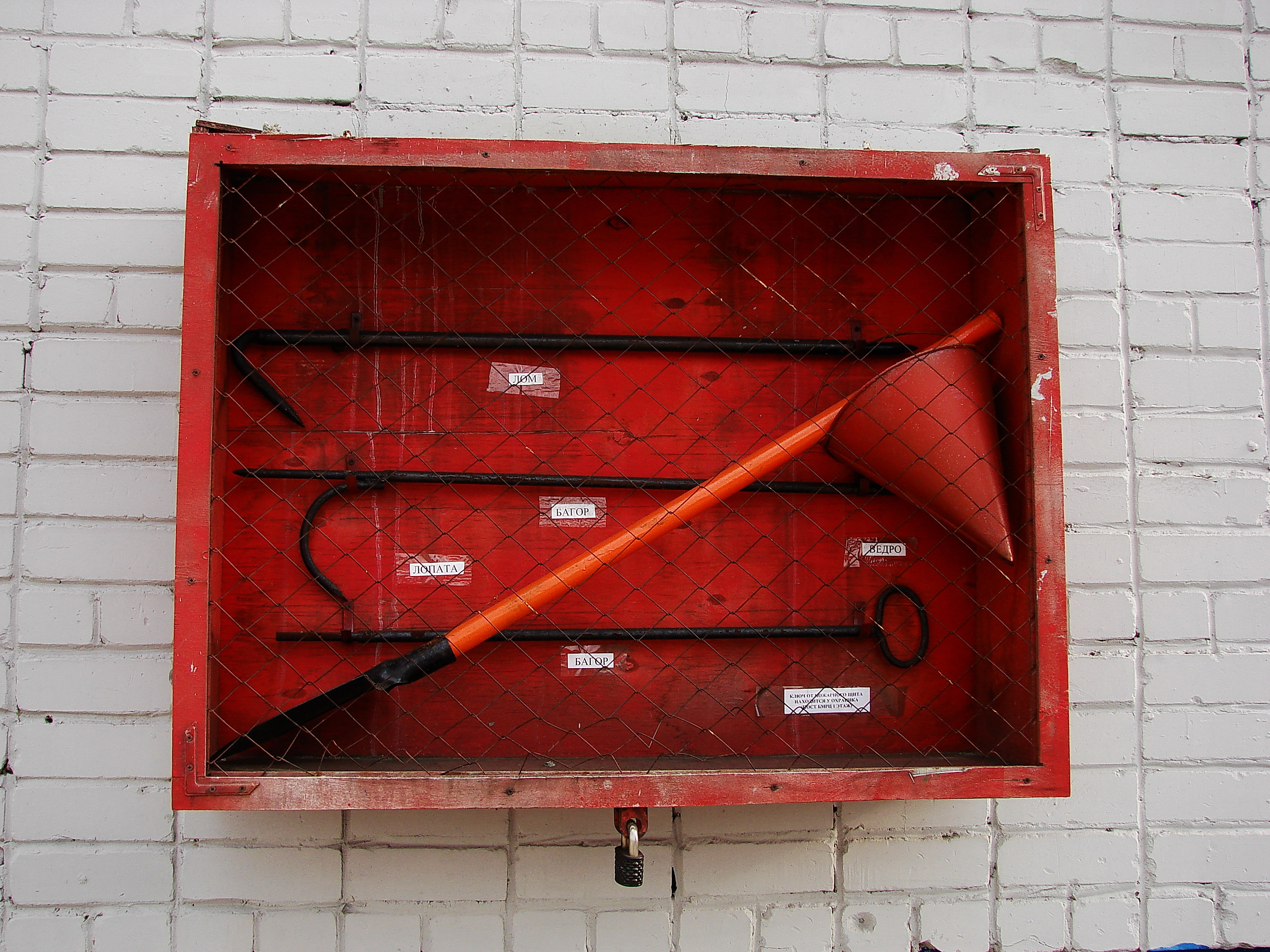
Пожарный щит закрытого типа.

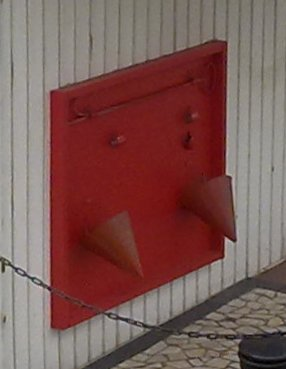
Пожарный щит открытого типа.

Пожа́рный щит — щит на стене в доступном месте для размещения и хранения первичных средств пожаротушения, немеханизированного инструмента и инвентаря, который предназначен для борьбы с возгораниями на их начальных стадиях на стационарных объектах, не обеспеченных специальными пожарными водопроводами и системами пожаротушения.

## Конструкционные особенности
Каждый щит окрашивается в ярко-красный цвет и обладает своим порядковым номером. Поверхность щита может быть как сплошной плоскостью, так и выполнена в виде решётки. Если пожарный щит установлен вне закрытых помещений, то его конструкция должна предусматривать защиту огнетушителей от воздействия прямых солнечных лучей. Кроме этого, расположение и конструкция пожарного щита должны исключать несанкционированное использование не по назначению хранящегося на нём пожарного инвентаря. Под пожарным щитом допускается размещать плотно закрытый металлический ящик для песка, окрашенный в красный цвет и снабжённый пояснительной надписью «Песок на случай пожара».

## Разновидности и их комплектация
Комплектация пожарного щита обусловлена характером защищаемого объекта:
- пожарный щит ЩП-А рассчитан на тушение загораний твердых материалов;
- пожарный щит ЩП-В рассчитан на тушение загораний горючих жидкостей и газов;
- пожарный щит ЩП-Е рассчитан на тушение загораний электроустановок;
- пожарный щит ЩП-СХ рассчитан на тушение загораний на объектах сельского хозяйства;
- пожарный щит передвижной ЩП-П размещают в местах проведения огневых работ.[3]

## Состав
В зависимости от объекта пожарной охраны в состав пожарного щита могут входить, инструмент и инвентарь, различного количества:
- опись;
- огнетушитель;
- лопата;
- багор;
- ведро;
- кошма;
- ящик;
- и так далее.

## Интересные факты
- По неотменённым пожарным нормам СССР полагалось иметь швабру красного сигнального цвета[4].